# Emir Mutapčić
Emir „Muki“ Mutapčić (* 27. Mai 1960 in Zenica, SR Bosnien und Herzegowina) ist ein bosnischer Basketballtrainer und ehemaliger -spieler.

## Spieler
Mutapčić, zu dessen Stärken seine Verteidigungsarbeit sowie seine Vielseitigkeit gehörten, gewann in der Saison 1978/79 mit Bosna Sarajevo unter Trainer Bogdan Tanjević und an der Seite von Spielern wie Sabit Hadžić, Mirza Delibašić, Ratko Radovanović und Svetislav Pešić den Europapokal der Landesmeister. Mutapčić kam jedoch weder im Endspiel noch in den zehn Begegnungen der vorherigen Zwischenrunde zum Einsatz. 1984 war er Träger des olympischen Feuers bei den Olympischen Winterspielen in Sarajevo. Er wechselte 1989 zu Hapoel Jerusalem und 1991 zu Alba Berlin. Dort spielte er unter Trainer Faruk Kulenović, dem Mutapčić vor dem Wechsel bereits freundschaftlich verbunden war und der ihn überzeugte, sich trotz Angeboten aus Israel und der Türkei für Berlin zu entscheiden. In der Saison 1991/92 war er mit 15,0 Punkten je Begegnung zweitbester Berliner Korbschütze in der Bundesliga, in seinem zweiten Jahr (1992/93) kam er auf 7,8 Punkte pro Einsatz. Anschließend war er beim damaligen Kooperationsverein Alba Berlins, TuS Lichterfelde, zunächst als Spieler, dann als Spielertrainer in der 2. Bundesliga tätig.
Er gewann mit der jugoslawischen Nationalmannschaft eine Bronzemedaille bei Olympia 1984 und der Weltmeisterschaft 1986.

## Trainer
Bis 2000 war Mutapčić erst Spielertrainer, dann ausschließlich Trainer beim TuS Lichterfelde. Im Anschluss an das Spieljahr 1994/95 bestand für Lichterfelde unter Mutapčić die Möglichkeit, in die Basketball-Bundesliga aufzusteigen. Darauf wurde ebenso wie im Anschluss an die Saison 1999/2000 aber verzichtet. Er förderte in Lichterfelde Spieler wie Ademola Okulaja, Robert Maras, Stefano Garris, Sven Schultze und Mithat Demirel.
Der langjährige Trainerassistent von Svetislav Pešić übernahm im Jahr 2000 selbst die Verantwortung für die Bundesliga-Mannschaft von Alba Berlin und holte als Cheftrainer noch drei aufeinanderfolgende deutsche Meisterschaften in Verbindung mit zwei Pokalsiegen als Double für den lange Zeit dominierenden deutschen Basketballverein. In der Saison 2003/04 schied er mit den Berlinern im Bundesliga-Halbfinale aus. Das Spieljahr 2004/05 begann er mit Alba verheißungsvoll und siegte in elf der ersten 13 Pflichtspielen. Mitte Januar 2005 wurde er in Berlin entlassen, nachdem die Mannschaft im europäischen Vereinswettbewerb Uleb-Cup ausgeschieden war und von den vorangegangenen zehn Pflichtspielen nur drei gewonnen hatte. Dieter Hauert bezeichnete Mutapčić später als einen der Architekten Alba Berlins.
Im Januar 2006 trat er das Trainer beim Bundesligisten New Yorker Phantoms Braunschweig an. Die Niedersachsen kämpften um den Klassenerhalt und hatten sich zuvor von Henrik Dettmann getrennt. Mutapčić schaffte es nicht, Braunschweig vom letzten Tabellenplatz wegzuführen, am Ende der Saison 2005/06 stand der sportliche Abstieg, dank der Aufstockung der Bundesliga auf 18 Mannschaften blieb man jedoch gegen eine Zahlung von 100 000 Euro in der Liga. In den Spieljahren 2006/07, 2007/08 und 2008/09 hielt Mutapčić die Braunschweiger jeweils in der höchsten deutschen Spielklasse, im Mai 2009 wurde sein auslaufender Vertrag von den Niedersachsen nicht verlängert.
Im Dezember 2010 wurde er Trainer in Polen bei Anwil Włocławek und traf mit der Mannschaft nur wenige Tage nach seinem Dienstantritt im Europapokal auf seinen langjährigen Arbeitgeber Alba Berlin. Mitte Februar 2012 wurde er von Anwil entlassen. In der polnischen Liga hatte er in der Saison 2011/12 mit der Mannschaft bis dahin 17 Siege und sieben Niederlagen verbucht, kurz vor seiner Entlassung schied der mit Anwil aus dem polnischen Pokalwettbewerb aus. Im Januar 2013 wurde Mutapčić neuer Co-Trainer des FC Bayern München, ebenfalls unter Cheftrainer Svetislav Pešić, später auch unter dessen Nachfolgern. Im Sommer 2020 schied Mutapčić in München aus dem Amt.
Ab November 2021 betreute er den ungarischen Erstligisten Zalakeramia ZTE KK als Cheftrainer. Im Sommer 2023 kam Mutapčić zum FC Bayern zurück und übernahm die Sportliche Leitung der Nachwuchsförderung. Zu seinen Aufgaben gehörte auch die Betreuung der zweiten Herrenmannschaft in der 2. Bundesliga ProB.

### Nationalmannschaften
Mutapčić war in zwei Amtszeiten (1997 sowie 2004) Nationaltrainer Bosnien und Herzegowinas. Ab Sommer 2012 war er Co-Trainer der deutschen Basketballnationalmannschaft unter Svetislav Pešić.
Im Mai 2014 übernahm Mutapčić vorübergehend auf Honorarbasis das Cheftraineramt bei der deutschen Basketballnationalmannschaft für die Qualifikationsspiele zur Europameisterschaft 2015, die erfolgreich bestritten wurden.

## Erfolge
- als Spieler:
  - 120-maliger jugoslawischer Nationalspieler
  - Gewinn des Europapokals der Landesmeister (1979)
  - dreimaliger Jugoslawischer Meister (1978, 1980 und 1983) und jugoslawischer Pokalsieger 1984 mit Bosna Sarajevo
  - Deutscher Vizemeister 1992 mit Alba Berlin

- als Trainer:
  - Erlangung des Aufstiegsrechts in die Basketball-Bundesliga mit TuS Lichterfelde (2000)
  - Deutscher Meister mit Alba Berlin 2001, 2002, 2003
  - Deutscher Pokalsieger mit Alba Berlin 2002, 2003
  - Gewinn der B-Europameisterschaft 2008 mit der deutschen U20-Nationalmannschaft und Rückkehr in die Division A
  - Gewinn des Supercups 2014 in Bamberg als Headcoach der deutschen Basketballnationalmannschaft
  - als Co-Trainer 2014, 2018 und 2019 Deutscher Meister und 2018 deutscher Pokalsieger mit dem FC Bayern München

## Persönlich
Emir Mutapcic ist verheiratet und hat zwei Kinder. Sein Sohn Armin ist seit 2014 Schiedsrichter in der Basketball-Bundesliga und besitzt seit September 2021 die FIBA-Lizenz.